# Hofje Onder den Toren
Het Hofje Onder den Toren is een rijksmonument in Middelburg, Zeeland. Het hofje werd gebouwd in 1942-43 in het kader van de Wederopbouw van Middelburg na het verwoestende bombardement op 17 mei 1940.

## Totstandkoming
Bij het bombardement op Middelburg op 17 mei 1940 werden 573 woon- en zakenpanden en achttien (deels) openbare gebouwen verwoest, waaronder vele onvervangbare monumenten. Ook de abdij en omliggende huizen werden grotendeels verwoest. Er werden spoedig plannen gemaakt voor wederopbouw, waarbij stedenbouwkundige en architect Pieter Verhagen een grote rol speelde. Het streven was om de grootste en belangrijkste monumenten te herstellen en de Middelburgse atmosfeer te behouden. Vanuit het gedachtegoed van de Delftse School werd er gebruik gemaakt van traditionele bouwmaterialen en elementen. Ook werd er een belangrijke waarde gehecht aan de plaats van bestuurlijke en kerkelijke gebouwen in het stadsbeeld. Zo werden de huizen die oorspronkelijk tegen de Nieuwe Kerk waren aangebouwd niet herbouwd, en werd het stratenplan verlegd om meer nadruk te kunnen leggen op de bestuurlijke en kerkelijke gebouwen. Zodoende werd er ook besloten om geen winkelgebied te creëren onder de toren.
Nu moesten er ook woningen worden gebouwd voor zelfstandige ouderen en het gemeentebestuur stelde in 1941 een huis voor met woonkamer, slaapkamer, keuken en zolder. Verhagen merkte toen op dat deze kleinere huizen goed zouden passen in het stadsbeeld naast de Nieuwe Kerk, door hun lage bouw en hoge schoorstenen zouden deze huizen een positieve ruimtelijke werking hebben op de voorgrond van de abdij. Alhoewel enkele leden van het bestuur bezorgd waren om de ligging en financiële kosten, werd het plan goedgekeurd door burgemeester J. van Walré de Bordes zonder een hoofdelijke stemming te houden. Het voorstel, aangenomen op 9 april 1941, leidde ook tot de directe aanstelling van architect F.A. Eschauzier uit Bussum.

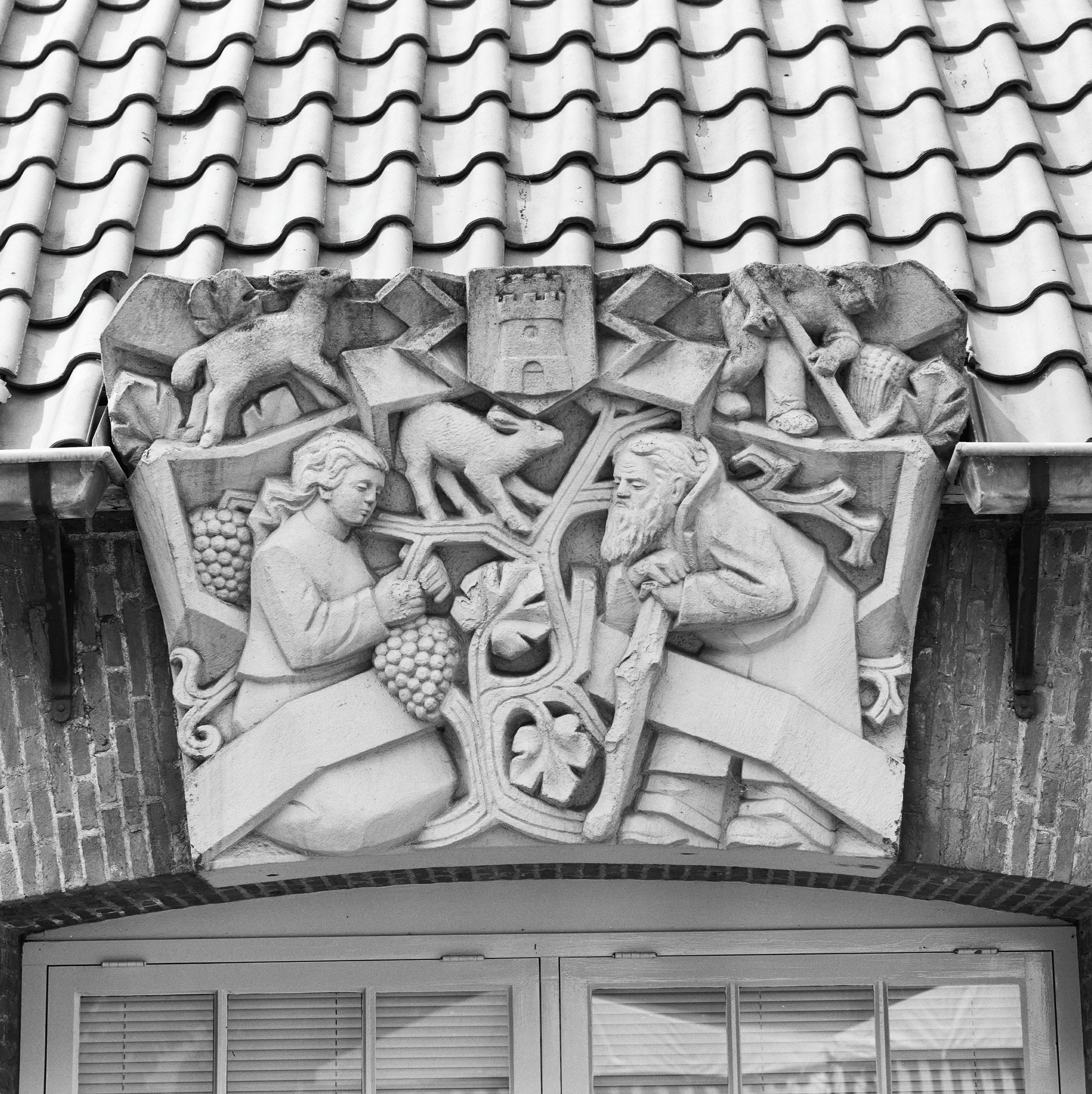
Het reliëf van Nel Klaassen, boven de ingangspoort.

## Ontwerp
Het hofje, gebouwd op een min of meer rechthoekig terrein bestaat uit een rij huizen die twee zijden overspannen. De andere zijden waren oorspronkelijk met een muur afgesloten zodat er een binnenplaats ontstond. Er was ruimte voor elf woningen waarvan tien bedoeld waren voor bewoning door zelfstandige ouderen. Het elfde huis, de hoekwoning, was groter uitgevoerd en bedoeld als woning voor een jonger gezin die op de ouderen kon letten. Het hofje is opgetrokken uit rode baksteen en de verspringende zadeldaken zijn bedekt met rode Hollandse dakpannen. De huizen werden verwarmd vanuit één centraal stookhuis en er kon gebruik gemaakt worden van één gemeenschappelijke badkamer. De toegangsdeuren van de huizen kwamen uit op de binnenplaats. Om op de binnenplaats te komen was er een poort die uitkwam op de Nieuwe Kerkgang, boven de ingangspoort is een gebeeldhouwd reliëf aangebracht. De muur die de west- en zuidzijde van de binnenplaats beschut had halflage gedeelten, ook was er een doorgang in de zuidzijde, voornamelijk bedoeld als werkpoortje. Op de zuidwesthoek van het terrein staat een twee verdiepingen hoog bakstenen gebouwtje, waarvan de eerste verdieping fungeerde als theekoepeltje die bereikbaar was via een bakstenen buitentrap.

## Reliëf
In juli 1943 stelde het Departement van Volksvoorlichting en Kunsten 350 gulden beschikbaar voor een sluitsteen. In september had het architectenbureau van Eschauzier contact met beeldhouwer Nel Klaassen uit Amsterdam. Zij schatte de kosten voor een steen echter tussen de 600-650 gulden. Uiteindelijk werd akkoord gegaan voor 650 gulden. Eerst maakte ze een gipsmodel op halve grootte, waarna de steen werd voorgehakt door steenhouwer J. de Kuijper, schoorsteenvegerssingel, Middelburg. Daarna werd het afgewerkt door Nel Klaassen zelf. Het reliëf stelt een oudere man en vrouw voor die kunnen rusten en kunnen terugzien naar het vruchtbare werk dat ze in hun leven hebben kunnen uitvoeren. Centraal staat ook nog het wapen van Middelburg afgebeeld.

## Gebruik

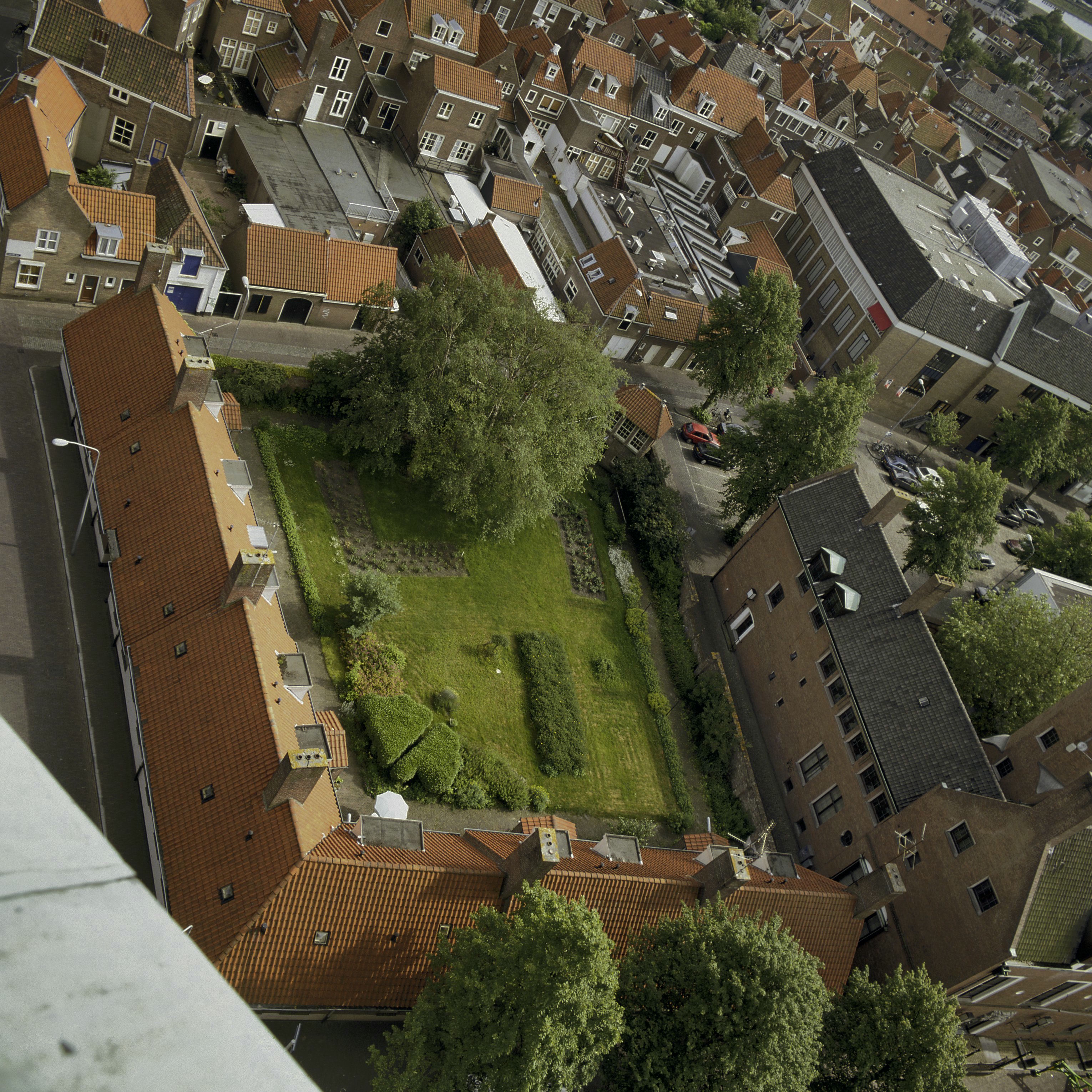
Het hofje, gezien vanaf de Abdijtoren in 2002 voor de uitbreiding.

In juli 1943 was het gebouw vrijwel gereed en konden de eerste bewoners hun intrek nemen, maar vanwege de woningnood in Middelburg kwamen er in eerste instantie nog geen ouderen te wonen. De totale bouwkosten van het hofje bedroegen 53.500 gulden. Tot 1995 zijn de seniorenwoningen in gebruik geweest voor hun beoogde doel, maar doordat de Gemeente Middelburg op de plek van het hofje winkelruimte wilde realiseren werden de woningen verkocht. Dit nieuwe plan stuitte echter op weerstand, omdat dit tegen de originele intentie van het gebouw inging en omdat het gebouw een cultuur- en architectuurhistorische waarde had, als een schoolvoorbeeld van sociale woningbouw uitgevoerd in de stijl van de Delftse School. De weerstand had succes en het hofje werd in 2000 weer teruggekocht door de Woningbouwvereniging Woongoed Middelburg, met het doel om het hofje te behouden en er een woonwinkel in te vestigen. Aan het begin van de eenentwintigste eeuw vond er een uitbreiding plaats en werd er binnenruimte gecreëerd aan de west- en zuidzijde van het terrein. Bij deze uitbreiding werden de muur en de theekoepel grotendeels in stand gehouden. In 2005 vestigde de eerste horecagelegenheid zich in het pand, Paso Doble, een Mexicaans-Argentijns restaurant. Dit restaurant ging in 2010 failliet, waarna er in 2012 een Japans restaurant gevestigd werd, Konichiwa. In 2014 werd de naam veranderd in Konya. Deze zaak werd in juli 2015 failliet verklaard. Het woonatelier, Decorette, werd in april 2013 overgenomen en hernoemd naar Decorette De Lange Jan. De nieuwe eigenaar opende op 15 maart 2014 Eetkamer Likkepot, een lunchcafé, in hetzelfde pand. In 2017 werd dit lunchcafé overgenomen door een nieuwe eigenaar. In April 2019 verhuisde Decorette De Lange Jan naar de Nieuwe Burg. Op 10 november 2018 werd een vrijstaand deel van het hofje in gebruik genomen als maatschappelijk-diaconaal centrum en officieel geopend door burgemeester H.M. Bergmann. Het inloophuis is opgericht op initiatief van de Nieuwe Kerkgemeente Middelburg en de Christelijk Gereformeerde Kerk. Na de verhuizing van Decorette wordt deze ruimte hierbij gevoegd. Met de verhuizing van Decorette werd de naam van het lunchcafé veranderd in Jells Lunchcafé & Tuinterras.